# Ritu Malik
Ritu Malik Dalal (ur. 17 grudnia 1993) – indyjska zapaśniczka walcząca w stylu wolnym. Piąta na mistrzostwach świata w 2018. Złota medalistka mistrzostw Wspólnoty Narodów w 2017. Trzecia na mistrzostwach Azji juniorów w 2012 roku.